# Roman Berezovsky
Pour les articles homonymes, voir Berezovsky.
Roman Berezovsky (en russe : Роман Березовский), né le 5 août 1974 à Erevan de parents ukrainiens, est un ancien joueur international de football arménien évoluant au poste de gardien de but. 
Il fut le gardien de l'équipe d'Arménie de football. Roman a joué précédemment pour le Zénith Saint-Pétersbourg et le Dynamo Moscou. Il totalise 94 sélections en équipe nationale et fut élu meilleur gardien évoluant en Russie à la fin des années 1990. Il prend sa retraite à la fin de la saison 2014-2015 et devient l'entraîneur des gardiens du Dynamo Moscou.

## Palmarès
- Championnat de Russie de deuxième division :
  - Champion en 2006 (FK Khimki).
- Coupe de Russie :
  - Vainqueur en 1999 (Zénith Saint-Pétersbourg).
  - Finaliste en 2005 (FK Khimki).